# Charles Mozin
Charles Mozin (Parigi, 12 marzo 1806 – Trouville-sur-Mer, 7 novembre 1862) è stato un pittore, disegnatore e litografo francese.

## Biografia
Nato in una famiglia di musicisti, il fratello, Théodore Mozin, fu secondo gran prix de Rome in composizione musicale nel 1841, fu compositore e professore presso il Conservatorio musicale di Parigi; suo padre, il compositore Benoit Mozin, vi fu anch'egli professore e vi presentò il figlio Charles. Ma la sua vera passione era la pittura. Charles Mozin entrò nel laboratorio di Xavier Leprince ove partecipò alla tavola  Embarquement des bestiaux à Honfleur. Scoprì Trouville-sur-Mer nel 1825.
Nel 1828, presentando il suo amico Henri Rittner, commerciante di stampe ad Adolphe Goupil, diede origine alla casa Rittner & Goupil.
Sposò Pauline Coïc, figlia di Julien Désiré Abel Coïc, l'11 maggio 1829 ed ebbe due figlie. Si stabilì a Trouville nel 1839, costruendo la sua casa su un terreno acquistato in piazza della Cahotte, fabbricato ancora esistente.
Mozin fu eletto nel Consiglio comunale di Trouville nel 1843 e partecipò allo sviluppo della città.

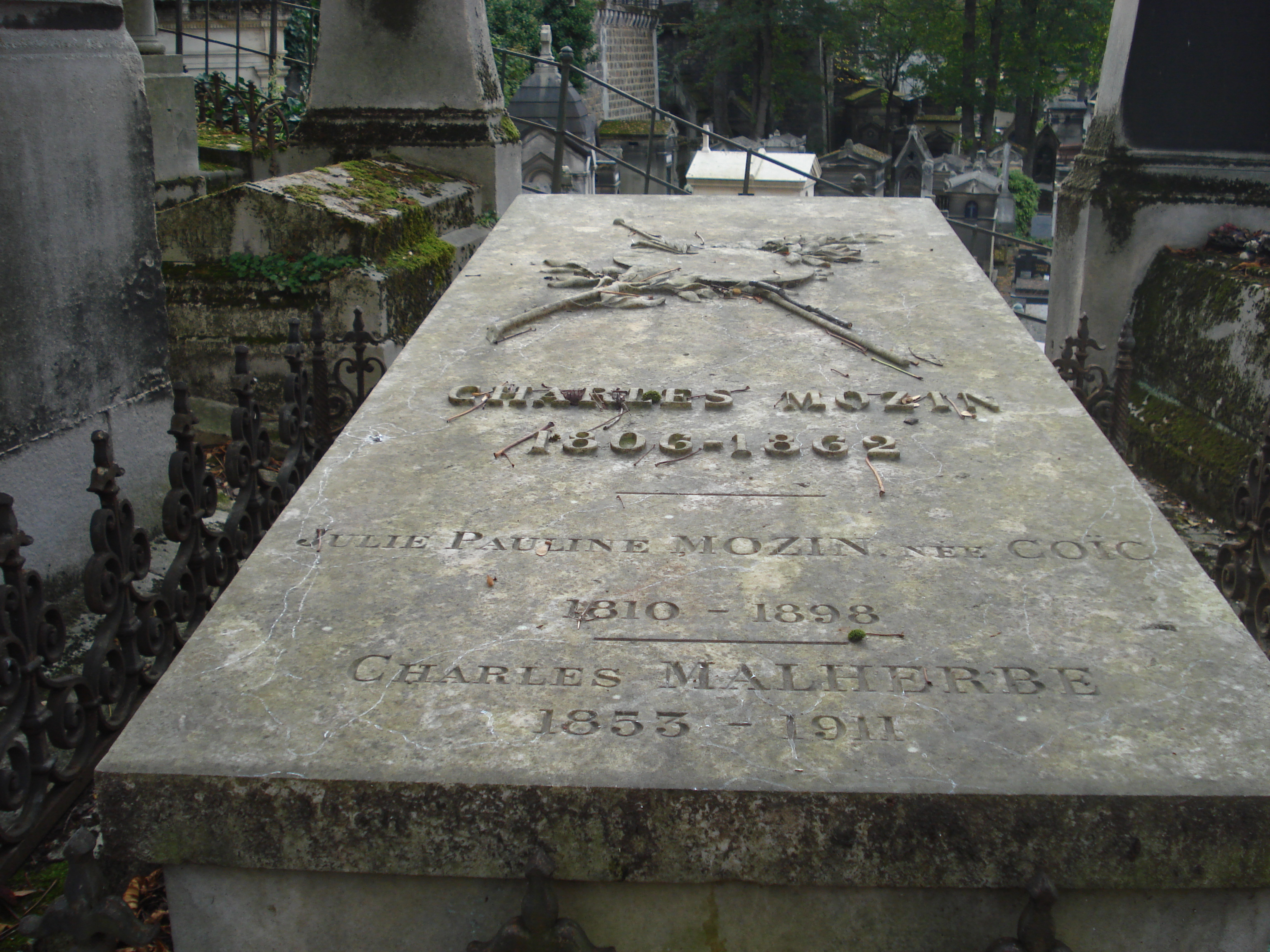
Tomba di Charles Mozin e Charles Malherbe - Cimitero di Montmartre

Costruì successivamente anche la tour Malakoff, punto d'incontro per gli amanti delle Roches Noires. Scopritore di Trouville, secondo Yves Bayard, Charles Mozin vendette il suo primo quadro alla duchessa di Berry.
Morì nel 1862 e la sua salma venne inumata nel cimitero di Montmartre a Parigi.
La vendita dell'atelier ebbe luogo nel 1865 presso l'hôtel Drouot e consistette in duecentosette quadri, dei disegni, degli acquarelli e delle maquette di battelli che gli servivano da modelli..
Il musicista e compositore Charles Malherbe (1853–1911) era suo nipote e il pittore Fernand Piet (1869-1842) suo pronipote.
L'incisore Frederic Martens fu l'autore di grandi acquetinte ricavate dai suoi quadri.

## Galleria d'immagini

Opere di Charles Mozin
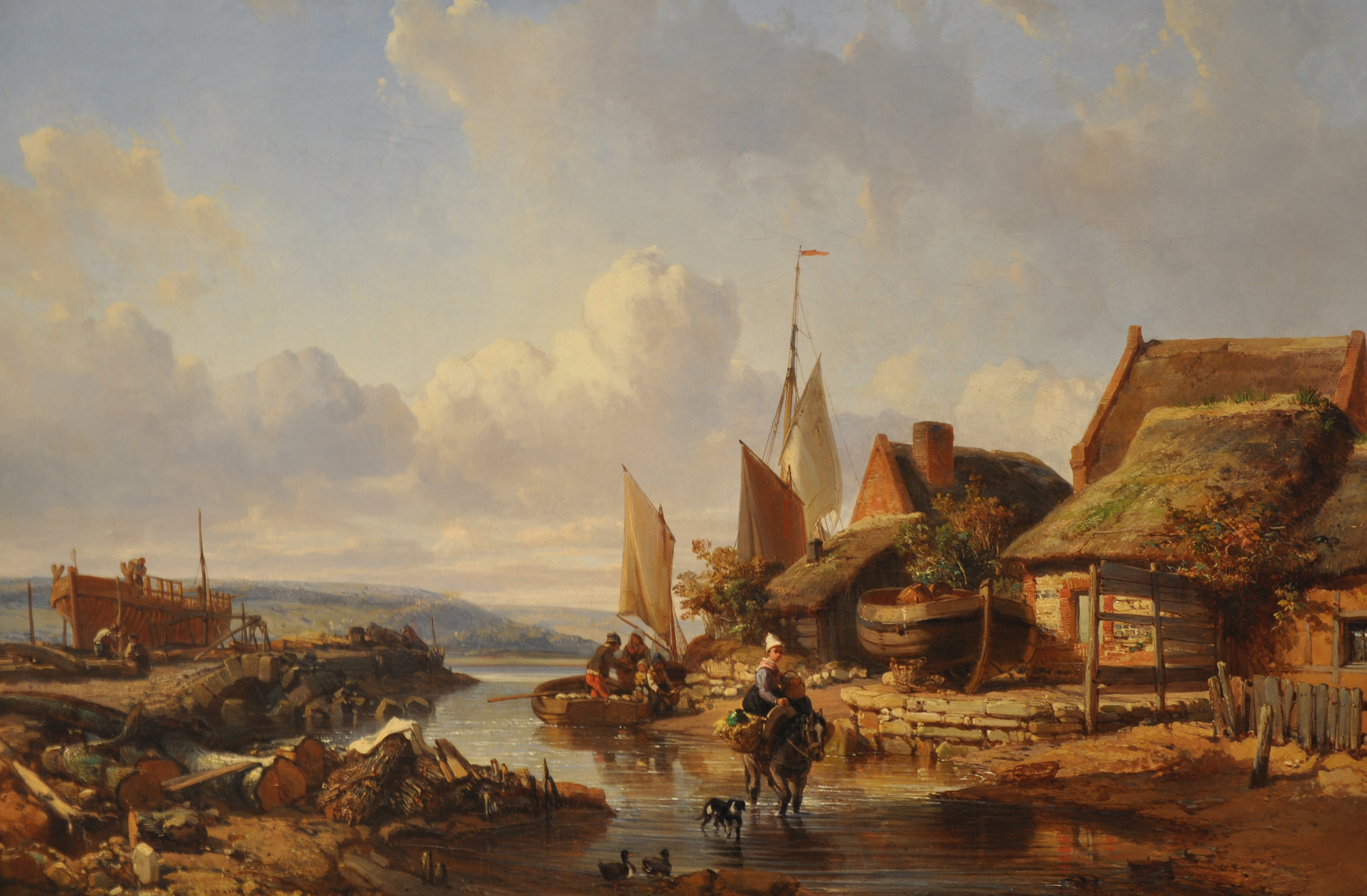
La Confluenza del ruscello di Calenville con la Touques o Le Quernet, Trouville-sur-Mer, Museo di Trouville - Villa Montebello.
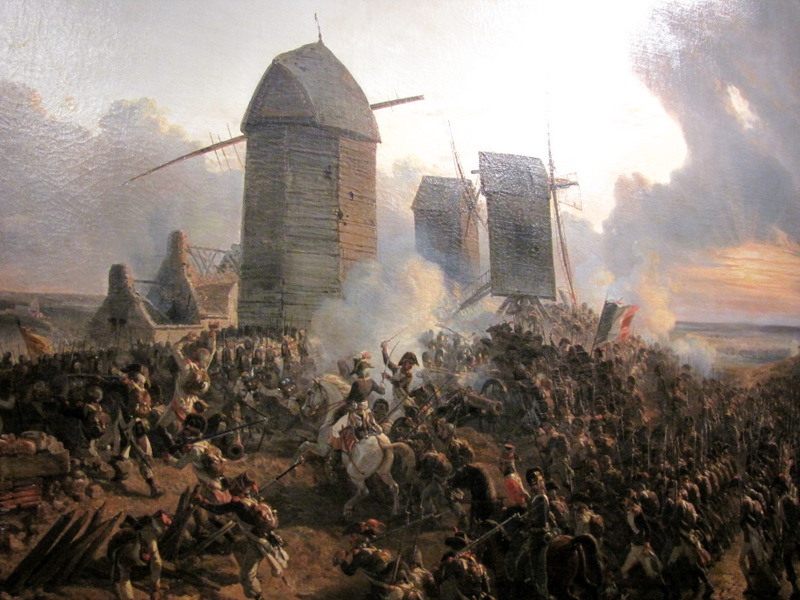
La Battaglia di Mouscron (1794), Castello di Versailles.
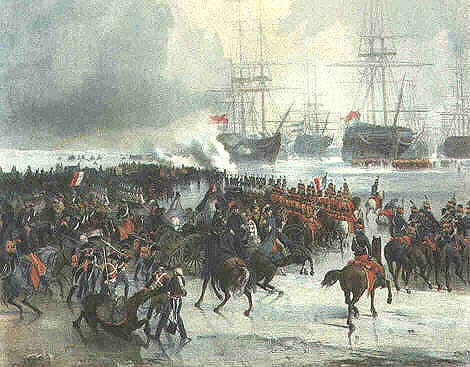
La Flotta olandese bloccata dai ghiacci e catturata dalla cavalleria francese (1795), Castello di Versailles.
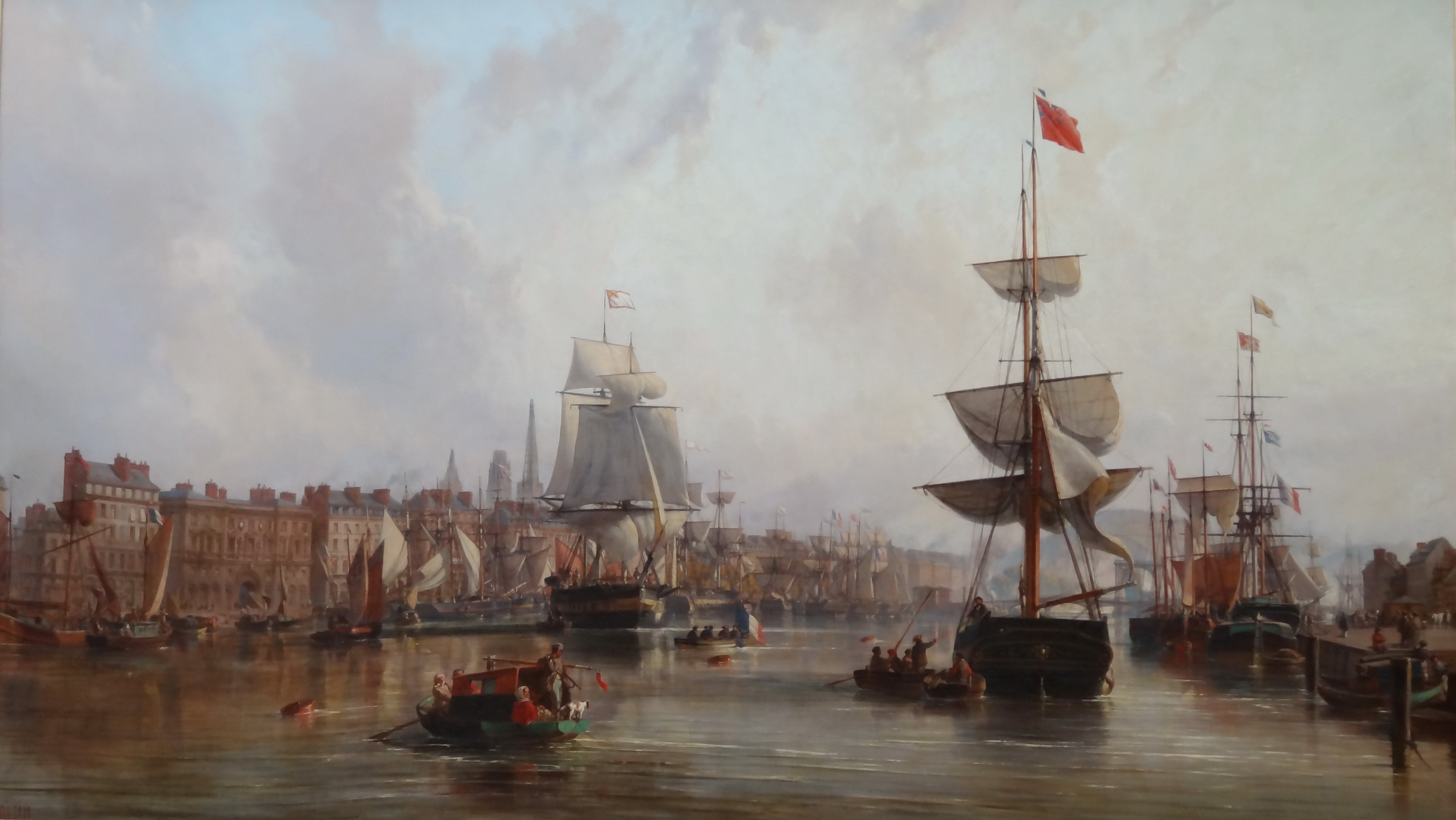
Veduta generale del porto di Rouen (1855), Musée des beaux-arts de Rouen.

## Collezioni pubbliche
- Castello di Versailles
- Musée de Trouville - Villa Montebello, Trouville-sur-Mer (19 quadri)
- Museo Eugène-Boudin de Honfleur
- Museo marittimo dell'isola Tatihou, Saint-Vaast-la-Hougue
- Museo Carnavalet, Parigi
- Musée des Augustins, Tolosa
- Museo d'arte di Tolone
- Museo d'arte moderna André Malraux, Le Havre
- Musée des beaux-arts de Rouen
- Castello di Dieppe[4].
- Museo di Piccardia, Amiens
- Museo di storia della città e della zona di Saint-Malo
- Castello di Nemours
- Rijksmuseum, Amsterdam
- Museo Ridder Smidt van Gelder, Anversa
- Museo di Paisley e Gallerie d'Arte, Paisley, Scozia[5]

## Esposizioni
- 1963: Ville de Trouville Charles Mozin, Paul Huet et les peintres découvreurs de Trouville
- 1988: Musée de Trouville-Villa Montebello (dal 28 maggio al 1 agosto)
- 1988: Musée Eugène Boudin de Honfleur (dal 6 agosto al 3 ottobre)
- 2018: Musée de Trouville-Villa Montebello (dal 23 giugno all'11 novembre)